# Сільяна
Сільяна (араб. سليانة) - місто в Тунісі, центр однойменного вілаєту. Населення - 24 243 чол. (2004). Знаходиться за 127 км від столиці країни.